# Sam Fender
Sam Fender (* 25. dubna 1994 North Shields) je anglický písničkář. V roce 2019 získal ocenění BRIT Awards v kategorii Critics’ Choice.

## Životopis
Narodil se a vyrůstal v městě North Shields na severovýchodě Anglie. Pochází z hudební rodiny. Jeho otec Alan a bratr Liam jsou také písničkáři, přičemž Liam také hraje na bicí a klavír. V North Shieldsu navštěvoval střední školu, kde se seznámil se svým budoucím společníkem, kytaristou a klávesistou Joem Atkinsonem.
Spolu se začínajícími umělci jako Khalid, Sigrid nebo Lewis Capaldi se objevil v žebříčku BBC's Sound of 2018. Jeho singl Play God byl součástí soundtracku k videohře FIFA 19.

## Diskografie

### Studiová alba
| Název               | Podrobnosti                                                     |
| ------------------- | --------------------------------------------------------------- |
| Hypersonic Missiles | - Vydáno: 13. září 2019 - Vydavatelství: Polydor - Formáty: TBA |

### EP
| Název     | Podrobnosti                                                                                      |
| --------- | ------------------------------------------------------------------------------------------------ |
| Dead Boys | - Vydáno: 20. listopadu 2018 - Vydavatelství: Polydor - Formáty: digitální stahování, kazeta, LP |

### Singly
| Název                                                        | Rok  | Nejlepší pozice | Nejlepší pozice | Album     |
| Název                                                        | Rok  | BEL             | SCO             | Album     |
| ------------------------------------------------------------ | ---- | --------------- | --------------- | --------- |
| "Play God"                                                   | 2017 | -               | 78              | TBA       |
| "Greasy Spoon"                                               | 2017 | -               | -               | TBA       |
| "Millennial"                                                 | 2017 | -               | -               | TBA       |
| "Start Again"                                                | 2017 | -               | -               | TBA       |
| "Friday Fighting"                                            | 2018 | -               | -               | TBA       |
| "Leave Fast"                                                 | 2018 | -               | -               | Dead Boys |
| "Dead Boys"                                                  | 2018 | -               | -               | Dead Boys |
| "That Sound"                                                 | 2018 | -               | -               | Dead Boys |
| "Poundshop Kardashians"                                      | 2018 | -               | -               | Dead Boys |
| "Spice"                                                      | 2019 | -               | -               | Dead Boys |
| "—" označuje singl, který nebyl v žebříčku nebo nebyl vydán. |      |                 |                 |           |